# Nannophlebia arethusa
Nannophlebia arethusa är en trollsländeart som beskrevs av Maurits Anne Lieftinck 1948. Nannophlebia arethusa ingår i släktet Nannophlebia och familjen segeltrollsländor. Inga underarter finns listade i Catalogue of Life.